# Henry Porter (journalist)
Henry Porter (1953) is een Brits journalist en auteur van thrillers.
Porter is columnist voor The Observer. Hij is ook de hoofdredacteur van de Britse editie van het tijdschrift Vanity Fair.
Porters artikelen en columns behandelen voornamelijk de onderwerpen burgerrechten en vrijheden. Hij is mede-oprichter van de Britse organisatie The Convention on Modern Liberty.